# Daníel Leó Grétarsson
Daníel Leó Grétarsson, né le 2 octobre 1995 à Keflavík en Islande, est un footballeur international islandais, qui évolue au poste de défenseur central au SønderjyskE.

## Biographie

### UMF Grindavík
Daníel Leó Grétarsson débute en professionnel avec le club de l'UMF Grindavík en Islande, où il joue pendant trois saisons.

### Aalesunds FK
Le 22 septembre 2014, Daníel Leó Grétarsson s'entraîne avec le club norvégien de l'Aalesunds FK, club avec lequel il s'engage en novembre de la même année.

### Blackpool FC
Le 5 octobre 2020, Daníel Leó Grétarsson s'engage en faveur du club anglais de Blackpool FC pour un contrat de deux saisons,. Il joue son premier match pour Blackpool le 31 octobre face à Burton Albion. Titulaire ce jour-là, il marque contre son camp mais ça n'empêche pas son équipe de l'emporter (1-2 score final).

### Śląsk Wrocław
Le 27 janvier 2022, lors du mercato hivernal, Daníel Leó Grétarsson rejoint la Pologne en signant un contrat courant jusqu'en juin 2025 avec le Śląsk Wrocław. Il joue son premier match sous ses nouvelles couleurs le 19 février 2022, lors d'une rencontre de championnat face au Piast Gliwice. Il est titularisé lors de cette rencontre perdue par son équipe par trois buts à un.

### SønderjyskE
Le 26 juin 2023, Daníel Leó Grétarsson signe en faveur de SønderjyskE. Il signe un contrat courant jusqu'en juin 2027.
Grétarsson marque son premier but pour SønderjyskE le 10 novembre 2023, lors d'une rencontre de championnat face au HB Køge. Titulaire, il ouvre le score de la tête et participe à la victoire de son équipe par quatre buts à un.

### En sélection
Avec les espoirs, il inscrit un but contre l'Ukraine, le 11 octobre 2016. Ce match perdu 2-4 rentre dans le cadre des éliminatoires de l'Euro espoirs 2017.
Le 8 février 2017, il figure pour la première fois sur le banc des remplaçants de l'équipe nationale A, mais sans entrer en jeu, lors d'une rencontre amicale face au Mexique (défaite 1-0). Daníel Leó Grétarsson doit finalement attendre le 16 janvier 2020 pour honorer sa première en sélection avec l'équipe nationale d'Islande, contre le Canada. Il est titulaire lors de cette rencontre qui se solde par la victoire des siens (0-1).

## Palmarès
Aalesunds FK
- Champion de Norvège de D2
  - 2019.